# Mesoleius montegratus
Mesoleius montegratus är en stekelart som beskrevs av Bauer 1985. Mesoleius montegratus ingår i släktet Mesoleius och familjen brokparasitsteklar. Inga underarter finns listade i Catalogue of Life.